# Alt Chari
L'Alt Chari fou una regió (equivalent a territori) creat per França dins la colònia del Congo Francès. Va existir oficialment entre el 5 de setembre de 1900 i l'11 de juny de 1904 i comprenia la regió del riu Chari, a la moderna república Centreafricana.
El 10 de desembre de 1899 la colònia de l'Alt Ubangui fou suprimida i convertida en una província (equivalent a territori) dins del Congo Francès. El 29 de desembre de 1903 es va decidir unificar aquesta província amb la regió de l'Alt Chari. La unificació es va completar l'11 de juny de 1904 amb la dissolució de l'administració de l'Alt Chari. Es va formar llavors la colònia de l'Ubangui-Chari.

## Comissionats del govern a la regió
- 1899 - 1901 Émile Gentil
- 1901 - 1902 Georges Matthieu Destenave
- 1902 - 1904 Georges-Gilbert Bruel (amb títol de comandant)